# Carl Johan Bonnesen

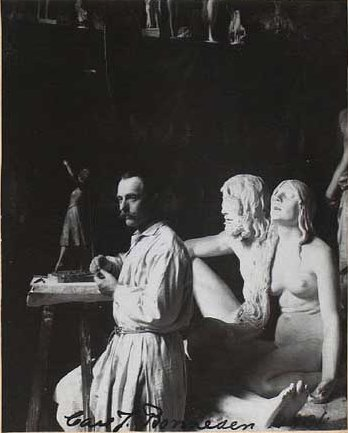
Carl Johan Bonnesen i sin ateljé

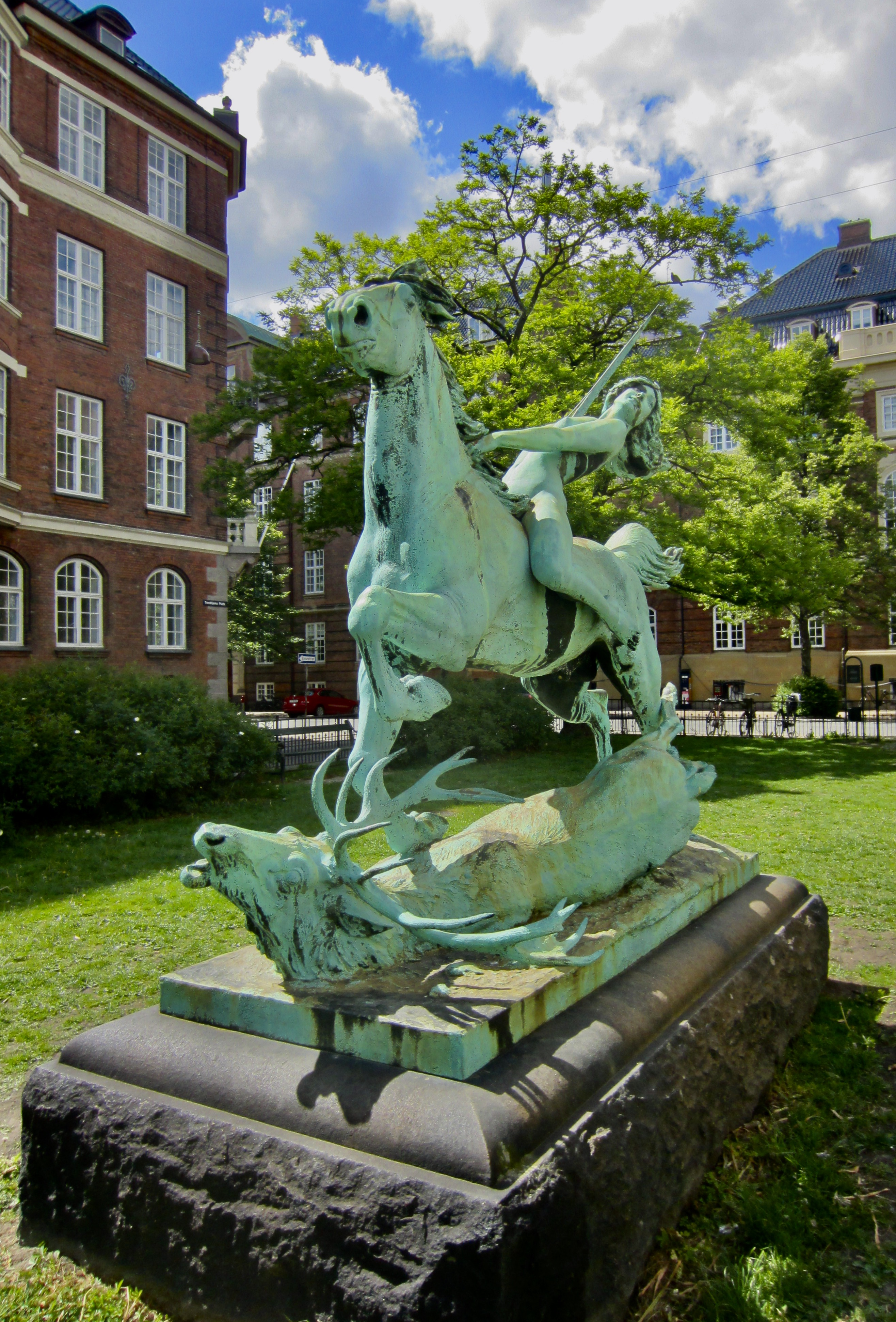
Diana till häst, ryttarstaty av Carl Johan Bonnesen på Trondhjems Plads i Köpenhamn.

Carl Johan Bonnesen, född 26 maj 1868 i Aalborg, död 13 december 1933 Köpenhamn, var en dansk skulptör.
Carl Bonnesen utbildade sig på Det Kongelige Danske Kunstakademi i Köpenhamn 1887-89 för Theobald Stein och Christian Carl Peters. Han hade kontakt med Stephan Sinding i Paris 1894-95. Han arbetade från sin debut 1889 främst med barbartyper, som Från hunnernas tid (brons, 1893) i Kunstmuseet, Köpenhamn. Andra exempel på hans verk är fontängruppen Tors strid med jättarna utanför Ny Carlsbergs bryggeri och Diana på jakt vid Trondhjems plads i Köpenhamn.
En stor del av Carl Bonnesens gipsmodeller finns idag i de nedlagda kalkgruvorna i Tingbæk på norra Jylland tillsammans med gipsmodeller av Anders Bundgaard.

## Utmärkelser
- Eibeschützpriset,  1893[5]
- Eckersbergmedaljen,  1894[6]
- Anckerska legatet,  1898[6]
- Eckersbergmedaljen, för Adam og Eva ved Abels lig,  1900[6][4]
- Eibeschützpriset, för Adam og Eva ved Abels lig,  1902[5]
- Riddare av Dannebrogorden,  1910[4]
- Thorvaldsenmedaljen,  1930[6]
- Dannebrogsmännens hederstecken,  1932[4]

[Redigera Wikidata]